# Monodie
Die Monodie (von altgriechisch μόνος monos, deutsch ‚allein, einzig‘ und ὠδή ōdē ‚Gesang‘, also „Einzelgesang“) ist eine um 1600 in Italien aufgekommene neue Art Musik – nuove musiche, die solistischer Gesang mit akkordischer Instrumentalbegleitung bedeutet. Als Monodia wurde bei den Griechen ein singend vorgetragenes Gedicht oder Solo-Lied bezeichnet, bei dem sich der Vortragende selbst mit einem Zupfinstrument begleitete (Kithara, Lyra, Leier).

## Geschichte
Laut Thrasybulos Georgiades kommt das Wort Monodie in der antiken griechischen Literatur zum ersten Mal in Aristophanes’ Komödie Die Frösche vor, wo es „Sologesang der Schauspieler“ bedeutet. Dort sagt ab Vers 1325 Aischylos zu Euripides: 

„Und jetzt will ich anstimmen deiner Monodien Weise.“

Monodien wurden bei den Griechen zum Beispiel als Totenklagen in Tragödien gesungen.
In Italien bildete sich in der ausgehenden Spätrenaissance der stile recitativo, ein erzählender Gesang, Ergebnis praktischer Versuche und theoretischer Diskussionen der Florentiner Camerata über die praktische Ausführung der antiken griechischen Monodie. Davon profitierte hauptsächlich die neu erschaffene Gattung Oper.

## Florentiner Camerata
Die Monodie als instrumental (etwa von Zupfinstrumenten) begleiteter Einzelgesang war das Ergebnis von musiktheoretischen Diskussionen des Künstler- und Philosophenkreises Florentiner Camerata, der sich mit der Wiederbelebung der griechischen Musik beschäftigte. Das Prinzip Monodie trat erfolgreich in Konkurrenz zum bis dahin immer komplizierter werdenden mehrstimmigen kontrapunktisch komponierten Gesang (prima pratica). Neben den formalen Aspekten bestand die größte Neuerung darin, dass der Gesang die Textverständlichkeit und den Textsinn zur Hauptsache machte. Damit einher ging die kompositorische Gestaltung von Gemütslagen, den sogenannten Affekten und „Bildern“, kurz die enge Verzahnung zwischen Text und Musik. So folgt die Singstimme dem Sprachrhythmus, der Melodiefluss den Satzteilen, und inhaltlich bedeutsame Worte korrespondieren häufig mit Taktschwerpunkten. Es entwickelten sich die musikalische Figurenlehre mit musikalischen Wendungen und Floskeln, die auf die Harmonieauffassung in der Musik, beispielsweise die Anwendung von Dissonanzen rückwirkten. Dieses Konzept beeinflusste die europäische Musiksprache nachhaltig. Dies erfolgte durch einstimmige Schlusswendungen, die in der Kadenz zu mehrstimmigen regelhaft zusammengefasst wurden.
Monodische Musikstücke wurden zunächst nur vom Generalbass begleitet und waren formal völlig ungebunden. Verschiedene Entwicklungsstränge der Monodie mündeten in spezialisiertere und zum Teil orchestral begleitete Formen wie Rezitativ und Arie und deren größere Zusammensetzungen wie Oper, Oratorium und Kantate.

## Nachweise
1. ↑  Trasybulos Georgiades: Musik und Rhythmus bei den Griechen. Zum Ursprung der abendländischen Musik. Rowohlt Hamburg 1958, S. 86 (Rowohlts deutsche Enzyklopädie).
2. ↑  Vgl. Nina Treadwell: Guitar Alfabeto in Italian Monody: The Publications of Alessandro Vincenti. In: The Lute. Nr. 33, 1993, S. 12–22.
3. ↑  Vgl. auch James Tyler: The Role of the Guitar in the Rise of Monody: The Earliest Manuscripts. In: Journal of Seventeenth-Century Music. Band 9, Nr. 1, 2004. Online: (Beispiel aus dem 16. Jahrhundert).
4. ↑  Lars Ullrich Abraham, Homophone Harmonielehre.